# John Randolph (évêque)
John Randolph (6 juillet 1749 - 28 juillet 1813) est un universitaire, enseignant et ecclésiastique britannique devenu évêque de Londres.

## Jeunesse et carrière universitaire
Il est né à Much Hadham, Hertfordshire, fils de Thomas Randolph, président du Corpus Christi College, Oxford et fait ses études à la Westminster School et à Christ Church, Oxford. Il obtient un BA en 1771, un MA en 1774 et un BD en 1782.
Il est associé à l'Université d'Oxford en tant que résident et instructeur de 1779 à 1783. En 1776, il est nommé professeur de poésie, en 1782 professeur Regius de grec et en 1783 professeur Regius de théologie.

## Carrière épiscopale
En 1799, Randolph est nommé évêque d'Oxford, et en 1807 évêque de Bangor. Il conserve le poste de professeur Regius jusqu'à son départ à Bangor. Randolph n'est pas particulièrement libéral. 
Le 12 juin 1809, il est nommé évêque de Londres et membre ex officio du Conseil privé du Royaume-Uni. En décembre 1811, il est élu Fellow de la Royal Society.
Il meurt en fonction en 1813 et est enterré dans le cimetière de Fulham. Il épouse Jane, fille de Thomas Lambard de Sevenoaks, Kent en 1785 ; ils ont six enfants.